# Thiên hà Sombrero
Thiên hà Sombrero (còn gọi là thiên thể Messier 104, M104, thiên hà Mũ Vành Rộng hoặc NGC 4594) là một thiên hà xoắn ốc không có thanh ngang trong chòm sao Xử Nữ, nằm cách Trái Đất 31 triệu năm ánh sáng (9,5 Mp). Thiên hà Sombrero có đường kính khoảng 94.900 - 105.000 năm ánh sáng nên kích thước của nó xấp xỉ hoặc lớn hơn một chút so với dải Ngân Hà. Nó có một hạt nhân sáng, một trung tâm phồng lớn bất thường và một làn đường bụi nổi bật trong đĩa nghiêng của nó. Làn bụi tối và trung tâm phình ra cho thiên hà này bề ngoài như một chiếc mũ sombrero (một nón nổi tiếng của Mexico). Các nhà thiên văn ban đầu nghĩ rằng quầng sáng bao quanh thiên hà này nhỏ và nhẹ, chỉ ra nó là một thiên hà xoắn ốc, nhưng ảnh chụp từ kính thiên văn Spitzer cho thấy rằng quầng sáng xung quanh Thiên hà Sombrero lớn hơn và to hơn nhiều so với nhận định trước đây, khiến nó được coi là thiên hà elip khổng lồ. Thiên hà có cấp sao biểu kiến + 9,0, làm cho nó dễ nhìn thấy bằng kính thiên văn nghiệp dư và nó là một trong những thiên hà tiêu biểu sáng nhất trong bán kính 10 megaparsec của Dải Ngân hà. Lỗ đen trung tâm siêu lớn tại trung tâm của chỗ phồng và làn bụi của thiên hà đều thu hút sự chú ý của các nhà thiên văn học chuyên nghiệp.

## Lịch sử quan sát

### Khám phá
Thiên hà Sombrero được phát hiện vào ngày 11 tháng 5 năm 1781 bởi Pierre Méchain, người đã miêu tả thiên thể này trong một lá thư gửi tới J. Bernoulli vào tháng 5 năm 1783, sau này nó được xuất bản tại Berliner Astronomisches Jahrbuch. Charles Messier đã viết một ghi chú về thiên thể này cùng năm thiên thể khác (ngày nay chúng được gọi chung là M104 - M109) vào danh sách các thiên thể ông quan sát, sau này gọi là danh sách các thiên thể Messier, nhưng nó không được liệt vào chính thức cho đến năm 1921. William Herschel cũng đã phát hiện ra vật thể này một cách độc lập vào năm 1784 và ghi nhận thêm sự có mặt của một "dải tối" trong đĩa của thiên hà, cái mà bây giờ được gọi là một làn đường bụi. Các nhà thiên văn học sau đó kết hợp lại các quan sát của Méchain và Herschel.

### Định danh là thiên thể Messier
Năm 1921, Camille Flammarion đã tìm thấy danh sách ghi chú của Messier về các vật thể Messier bao gồm cả những ghi chép bằng tay về thiên hà Sombrero. Danh sách này liệt kê một số thiên thể đã được nêu ra trong 4594 thiên thể của Danh mục chung mới về các tinh vân và cụm sao, và Flammarion tuyên bố rằng thiên hà Sombrero nên được đưa vào Danh mục Messier. Kể từ thời điểm này, thiên hà Sombrero cũng đã được biết đến với cái tên M104.

## Vòng đĩa bụi

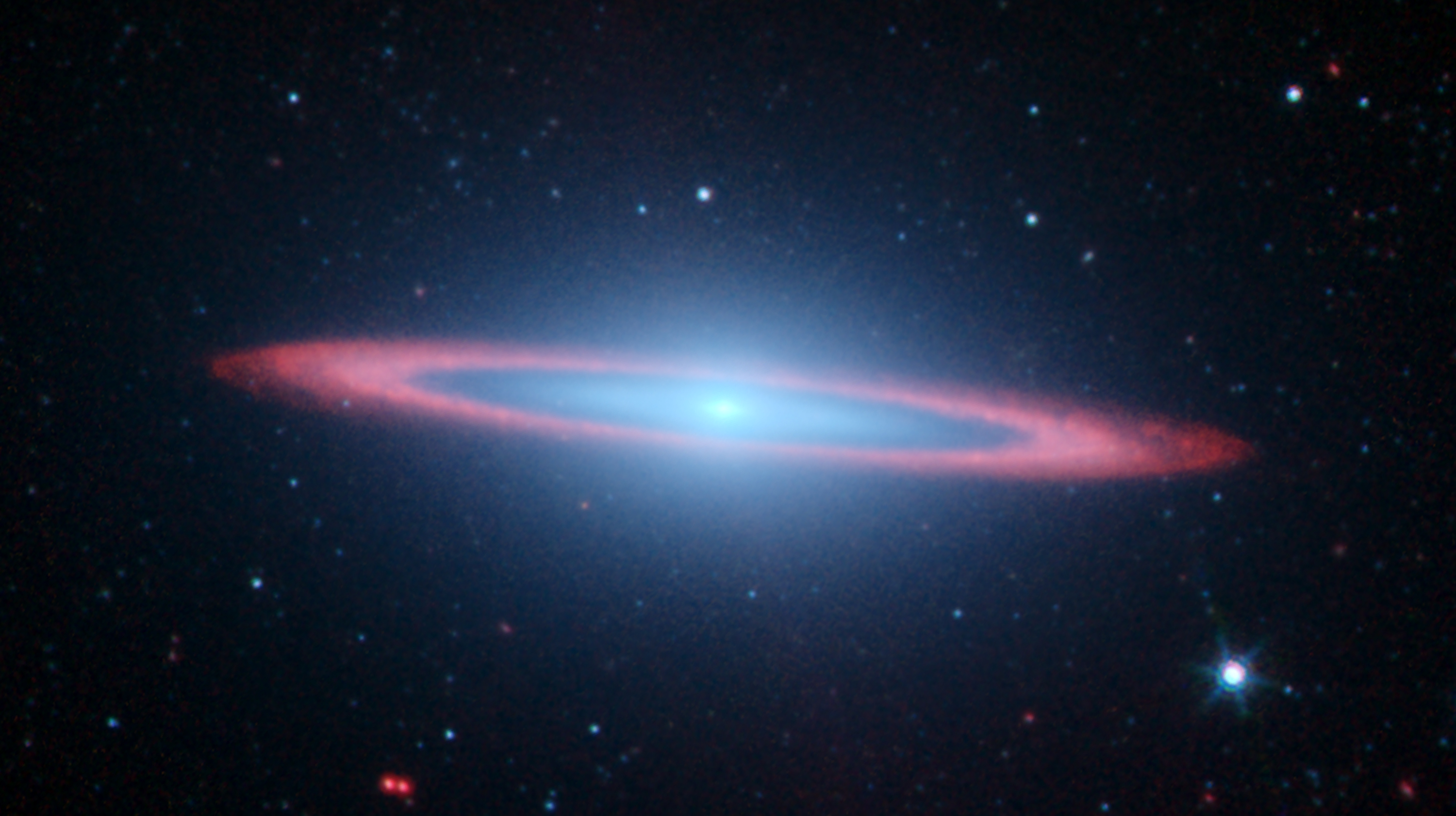
M104 ở hồng ngoại

Như đã nói ở trên, đặc điểm nổi bật nhất của thiên hà này là làn đường bụi trải qua trước chỗ phình của thiên hà. Làn bụi này thực sự là một vòng xuyến đối xứng bao quanh trung tâm phình của thiên hà. Vòng này chứa chủ yếu nguyên tử khí hydro lạnh  và bụi. Vòng cũng có thể chứa phần lớn phân tử khí lạnh của thiên hà Sombrero, mặc dù đây là một suy luận dựa trên các quan sát có độ phân giải thấp và các phát hiện yếu. Các quan sát bổ sung là cần thiết để xác nhận rằng khí phân tử của thiên hà Sombrero bị giam hãm ở vòng. Dựa trên quang phổ hồng ngoại, vòng bụi là vị trí chính của sự hình thành sao trong thiên hà này.

## Hạt nhân
Hạt nhân của thiên hà Sombrero được phân loại là khu vực phát thải hạt nhân ion hóa thấp (LINER). Đây là những vùng hạt nhân có khí ion hoá, nhưng các ion chỉ bị ion hóa yếu (tức là các nguyên tử đang thiếu các electron tương đối ít). Nguồn năng lượng để ion hoá khí trong LINER đã được thảo luận rộng rãi. Một số hạt nhân của LINER có thể được cung cấp năng lượng bởi các ngôi sao nóng, trẻ tìm thấy trong các vùng hình thành sao, trong khi các hạt nhân khác của LINER có thể được cung cấp năng lượng bởi các hạt nhân thiên hà tích cực (những vùng có năng lượng cao chứa các hố đen siêu lớn). Các quan sát phổ hồng ngoại đã chứng minh rằng hạt nhân của Thiên hà Sombrero có thể không có hoạt động hình thành sao nào đáng kể. Tuy nhiên, một hố đen siêu nặng đã được xác định trong hạt nhân (như đã đề cập trong phần dưới), do đó, hạt nhân thiên hà tích cực này có lẽ là nguồn năng lượng yếu ion hóa khí trong thiên hà Sombrero. 